# Odorrana yizhangensis
Espèce
Odorrana yizhangensis est une espèce d'amphibiens de la famille des Ranidae.

## Répartition
Cette espèce est endémique du centre de la république populaire de Chine. Elle se rencontre entre 1 000 et 1 200 m d'altitude :
- dans la province du Hunan dans le xian de Yizhang ;
- dans le sud de la province du Hubei.

## Étymologie
Son nom d'espèce, composé de yizhang et du suffixe latin -ensis, « qui vit dans, qui habite », lui a été donné en référence au lieu de sa découverte, le xian de Yizhang.

## Publication originale
- Fei, Ye & Jiang, 2007 : A new frog of the Ranidae (Ranidae, Anura). Acta Zootaxonomica Sinica, vol. 2007, no 4, p. 989-992.